# Hazel (Kentucky)
Pour les articles homonymes, voir Hazel (homonymie).
La ville de Hazel est située dans le comté de Calloway, dans l’État du Kentucky, aux États-Unis. Sa population s’élevait à 410 habitants lors du recensement de 2010, estimée à 407 habitants en 2017.

## Personnalité liée à la ville
- Jackie DeShannon est née à Hazel en 1941.

## Source
- (en) Cet article est partiellement ou en totalité issu de l’article de Wikipédia en anglais intitulé « Hazel, Kentucky » (voir la liste des auteurs).